# 허유 (조선)
허유(許維, 1809년~1892년)는 조선의 서화가이자 문신이다. 자는 마힐(摩詰), 호는 소치(小痴)·노치(老痴)·석치(石痴)이며, 본관은 양천이다. 원래 이름은 허련(許鍊)이었으나 화가 왕유의 이름을 따서 허유로 개명했다.

## 약력
전라도 진도군에서 출생하였으며 벼슬은 지중추 부사에 이르렀다. 문장, 그림, 글씨에 능하여 '3절'로서 이름을 날렸다. 그중에서도 특히 묵죽에 뛰어났으며, 글씨에 있어서는 김정희의 글씨를 따라 화제(畵題)에 흔히 추사체를 썼다. 작품으로 〈하경산수도〉, 〈추강만교도〉, 〈산수병풍〉, 〈노송도병풍〉등이 있다.